# ایستگاه بیچمونت
ایستگاه بیچمونت (انگلیسی: Birchmount stop) یک ایستگاه قطار سبک شهری در حال ساخت در خط ۵ اگلینتون، بخشی از سیستم متروی تورنتو است.